# Duets (альбом Барбры Стрейзанд)
«Duets» (рус. Дуэты) — 59-й альбом Барбры Стрейзанд, вышедший в 2002 году. Сборник дуэтов к 40-летнему юбилею её сотрудничества с фирмой Columbia Records.

## Об альбоме
«Duets» отлично иллюстрирует стилистическое разнообразие певицы, успевшей выступить не только в жанре поп-музыки для взрослых, но также в блюзе, рок-н-ролле и диско. Дебютировав в 60-х, Стрейзанд застала золотой век эстрады — в сборник вошли её дуэты с Фрэнком Синатрой, Джуди Гарленд и Рэем Чарльзом. К более позднему периоду относятся дуэты, записанные с Бари Гиббом из группы «Bee Gees» и диско-королевой Донной Саммер. Среди других музыкантов, с которыми Барбра поёт на альбоме — Брайан Адамс, Селин Дион и Нил Даймонд. Два трека на альбоме издаются впервые — это дуэт с ещё одним классиком эстрады Барри Манилоу и с Джошем Гробаном.
Альбом состоит из дуэтов, представленных ранее на альбомах Стрейзанд (в том числе Guilty, Barbra Streisand's Greatest Hits Vol. 2, Just for the Record…, Higher Ground, Wet, Back to Broadway, Barbra Joan Streisand, Emotion, A Love Like Ours); двух саундтреков «I Finally Found Someone» и «Lost Inside of You» — к фильмам У зеркала два лица и Звезда родилась, соответственно; ранее неизданной на CD версии заглавного трека с альбома Till I Loved You; дуэта с Фрэнком Синатрой, ранее выпущенном на его альбоме Duets; а также двух новых песен — «I Won’t Be the One to Let Go» с Барри Манилоу и «All I Know of Love» с Джошем Гробаном.
Манилоу никогда раньше не работал со Стрейзанд. «Ты не можешь себе представить то чувство, когда слышишь песню, написанную тобой и спетую тем самым голосом. Это удивительно!», заявил он. Манилоу написал «I Won’t Be the One To Let Go» совместно с Ричардом Марксом.
«Дуэты хитры», сказал Барри Манилоу зимой 2002 года в интервью для журнала его фанатов BarryGRAM. Когда его спросили о записи с другими артистами, Манилоу уточнил: «[Дуэты] пишутся так, чтобы исполнители могли „коснуться“ друг друга, но при этом сохранить свою индивидуальность. По моему мнению, главное для хорошего дуэта — честное отношение с партнером. Песня, которую я написал с талантливым Ричардом Марксом, называется ‘I Won’t Be the One To Let Go’. Я только что записал её с блестящей Барброй Стрейзанд… песня звучит так, будто мы любим друг друга, то есть мы понимаем то, о чём поем, потому что мы работали над песней вместе, в одной комнате, в течение многих дней и за дни до того, как вошли в студию. Я думаю, что между нами есть очевидная связь (мы фактически происходим из одного и того же района в Бруклине), и я думаю, вы будете в состоянии почувствовать это, когда услышите песню. Это — замечательный дуэт, и я очень горжусь песней».
Дуэт с Барри Манилоу был эксклюзивно впервые представлен на радио AOL Music’s First Listen в понедельник 4 ноября.
Джош Гробан появился на британском ток-шоу Пола О’Грэйди в 2007 году и рассказал о работе со Стрейзанд над песней «All I Know of Love». Гробан сказал: «Я был так возбужден, потому что на момент записи дуэта с ней… мне был только 21 год. Ты просто пытаешься впитать этот опыт как губка… Она была так хороша, она не должна была записывать песню со мной, но она сделала это. Это было замечательно… Мы встретились, чтобы посидеть, поговорить и познакомиться, что бы дуэт получился действительно сто́ящим. Мы остаемся друзьями с тех пор», добавил Гробан.
По поводу метода работы Стрейзанд Гробан сказал: «Она перфекционистка. Её формулировка безупречна. Она пробежится по одному и тому же месту сто раз только для того, чтобы удостовериться, что это — лучший вариант. Она постоянно репетирует, и вот поэтому она всегда так прекрасна».
Стрейзанд рассказала радиоведущей Делайле (во время интервью в 2002) об опыте работы с Джошем Гробаном. «Мы записались вместе незадолго до того, как он стал известным», сказала Барбра. «Он был заменой Андреа Бочелли. Линда и мой друг Дэвид Фостер написали песню для меня и Бочелли. В итоге [Джош Гробан] записал часть, которую должен был петь Бочелли. [Фостер] представил мне два различных голоса — второй парень был итальянцем — но я выбрала Джоша, и мы сделали дуэт с ним».
Сайт BJS Music сообщил: «Warner Bros. запретил Columbia Records использовать имя Джоша Гробана в рекламе, продвижении и публикации Duets. Его имя появится на CD, конечно, но не ожидайте видеть его где-либо ещё, если ситуация не изменится».
Sony Music Entertainment разработал четыре различных цветовых решения для дизайна обложки альбома, чтобы сделать его более «коллекционируемым». На обложке альбома использован монтаж двух разных фотографий Стрейзанд: Берт Штерн сделал левую фотографию, а Стив Шапиро — правую.
Стрейзанд также написала небольшое обращение в буклете: «Спасибо всем моим замечательным партнерам за то, что поделились со мной прекрасным временем и талантом… и в память о Питере Мэце, который был таким редким человеком… умным, забавным и чрезвычайно одаренным. Мы провели большую часть нашей ранней профессиональной жизни вместе. Он навсегда будет в моем сердце. С любовью, Барбра.»
Альбом был выпущен 26 ноября 2002 года. 14 декабря 2002 года альбом дебютировал в чарте Billboard 200 с 38-й строчки и провел в чарте в общей сложности 14 недель. 9 января 2003 года Duets был сертифицирован как золотой. Альбом также стал золотым в Великобритании, Австралии и Испании. Альбом продан тиражом более 1.5 миллиона копий во всем мире.

## Список композиций
1. I Won’t Be The One To Let Go (с Барри Манилоу)
2. Guilty (с Барри Гиббом, 1980)
3. You Don’t Bring Me Flowers (с Нилом Даймондом, 1980)
4. I Finally Found Someone (с Брайаном Адамсом, 1996)
5. Cryin' Time  (с Рэйем Чарльзом, 1973])
6. I’ve Got A Crush On You  (с Фрэнком Синатрой, 1993)
7. Tell Him (с Селин Дион, 1997)
8. No More Tears (Enough Is Enough) (с Донной Саммер, 1979)
9. What Kind Of Fool (с Барри Гиббом, 1980)
10. I Have A Love / One Hand, One Heart (с Джонни Мэтисом, 1993)
11. One Less Bell To Answer / A House Is Not A Home  (с Барброй Стрейзанд)
12. Lost Inside Of You (с Крисом Кристофферсоном, 1976)
13. Till I Loved You (с Доном Джонсоном, 1988)
14. Make No Mistake, He’s Mine (с Ким Карнс, 1984)
15. If You Ever Leave Me (с Винсом Гиллом, 1999)
16. The Music Of The Night (с Майклом Кроуфордом, 1993)
17. Ding-Dong! The Witch Is Dead (с Гарольдом Арленом, 1966)
18. Get Happy / Happy Days Are Here (с Джуди Гарленд, 1963)
19. All I Know Of Love (с Джошем Гробаном)